# Afrosternophorus anabates
Afrosternophorus anabates är en spindeldjursart som beskrevs av Harvey 1985. Afrosternophorus anabates ingår i släktet Afrosternophorus och familjen Sternophoridae. Inga underarter finns listade i Catalogue of Life.